# Dolichopeza (Mitopeza) amisca
Dolichopeza (Mitopeza) amisca is een tweevleugelige uit de familie langpootmuggen (Tipulidae). De soort komt voor in het Oriëntaals gebied.